# Waitstill Sharp
Waitstill Hastings Sharp (1. května 1902 Boston – 1. ledna 1984 Greenfield) byl unitářský duchovní, který se během druhé světové války zabýval humanitární činností a zachraňováním lidí z Československa a jižní Evropy. V roce 2005 byli Sharp a jeho žena Martha oceněni izraelským vyznamenáním spravedlivý mezi národy, jako druhý a třetí člověk z pěti lidí v USA.